# Cambayrac
Cambayrac település Franciaországban, Lot megyében. Lakosainak száma 135 fő (2022. január 1.). Cambayrac Albas, Saint-Vincent-Rive-d’Olt, Sauzet, Trespoux-Rassiels és Villesèque községekkel határos.

## Népesség
A település népességének változása:
| Lakosok száma | 74   | 99   | 109  | 129  | 147  | 153  | 154  | 141  | 135  | 135  |
|               | 1968 | 1982 | 1990 | 2006 | 2013 | 2015 | 2017 | 2019 | 2020 | 2022 |